# Chen Jianghong
Ne pas confondre avec Chen Jiangong, mathématicien chinois.
Chen Jianghong (陈江洪) né à Tianjin en 1963, est un artiste chinois vivant à Paris. Peintre et illustrateur, il a été formé à l'Académie centrale des Beaux-Arts de Pékin ; il vit et travaille à Paris depuis 1987. Son œuvre est régulièrement exposée en France et à l'étranger.
Parallèlement à son travail de peintre, il a publié de nombreux albums pour la jeunesse aux éditions de l'École des loisirs.

## Ouvrages
- 1995 : Un cheval blanc n'est pas un cheval - Cinq énigmes chinoises, Lisa Bresner (text), Chen Jiang Hong (illustration), l´école des loisirs (Paris)  (ISBN 978-2211032520)
- 1997: La légende du cerf-volant, Chen Jiang Hong (texte et illustration), Boris Moissard (texte), l´école des loisirs (Paris)  (ISBN 978-2211043120)
- 1998: Je ne vais pas pleurer! - Bïn Bïn au marché chinois, Chen Jiang Hong (text et illustration), l´école des loisirs (Paris)  (ISBN 978-2211049177)
- 1998: La montagne aux trois questions, Béatrice Tanaka (texte), Chen Jiang Hong (illustration), A. Michel jeunesse (Paris)  (ISBN 978-2226090959)
- 1999: Oriyou et le pêcheur et autres contes de la Caraïbe, Praline Gay-Para (sélection et traduction), Chen Jiang Hong (Illustration), l´école des loisirs (Paris)  (ISBN 978-2211053334)
- 2000: Dragon de feu - Le grand père de Dong-Dong lui raconte une histoire, Chen Jianghong (texte et illustration), l´école des loisirs (Paris)  (ISBN 978-2211054454)
- 2000: Contes du Liban - La femme-chatte, Praline Gay-Para (collection, sélection et traduction), Chen Jiang Hong (Illustration), l´école des loisirs (Paris)  (ISBN 978-2211055550)
- 2001: Zhong Kui - La terreur des forces du mal, Chen Jiang Hong (texte et illustration), l´école des loisirs (Paris)  (ISBN 978-2211060660)
- 2001: Batbout et autres contes libanais, Praline Gay-Para (collection, sélection et traduction), Chen Jiang Hong (illustration), l´école des loisirs (Paris)  (ISBN 978-2211057240)
- 2001: Contes de la Nubie - Fana la discrète, Sha'arawy (texte), Ayyam Sureau (collection et traduction), Chen Jiang Hong (illustration), l´école des loisirs (Paris)  (ISBN 978-2211063692)
- 2001: Contes du Caire - Ce que j'ai de plus précieux, Ayyam Sureau (sélection, traduction et accommodation), Chen Jiang Hong (illustration), l´école des loisirs (Paris)  (ISBN 978-2211060806)
- 2001: Le chant du moineau et autres contes égyptiens, Ayyam Sureau (sélection, traduction et accommodation), Chen Jiang Hong (illustration), l´école des loisirs (Paris)  (ISBN 978-2211060783)
- 2002: La mythologie chinoise, Claude Helft (texte), Chen Jiang Hong (illustration), Actes Sud junior (Arles)  (ISBN 978-2742736515)
- 2002: Contes des Santals - La naissance de l'herbe sabbaï, P.-O. Bodding (collection), Nathalie Daladier (traduction), Chen Jiang Hong (illustration), l´école des loisirs (Paris)  (ISBN 978-2211066181)
- 2002: Archimède - Recette pour être un génie, Susie Morgenstern et Gil Rosner (texte), Chen Jiang Hong (illustration), l´école des loisirs (Paris)  (ISBN 978-2211065528)
- 2002: Hassan le brave - Et autres contes libanais, Praline Gay-Para (collection, sélection et traduction), Chen Jiang Hong (illustration), l´école des loisirs (Paris)  (ISBN 978-2211060943)
- 2003: Petit Aigle, Chen Jiang Hong (texte et illustration), l´école des loisirs (Paris)  (ISBN 978-2211070430)
- 2003: Hatchiko, chien de Tokyo, Claude Helft (texte), Chen Jiang Hong (illustration), Picquier Jeunesse (Arles)  (ISBN 978-2220050003)
- 2003: Contes de la mer Caspienne - Le secret de Silaïma-sans-nez, Anne-Marie Passaret (sélection et traduction), Chen Jiang Hong (illustration), l´école des loisirs (Paris)  (ISBN 978-2211012751)
- 2003: La folle journée de Céleste, Catherine Fauroux (texte), Chen Jiang Hong (illustration), l´école des loisirs (Paris)  (ISBN 978-2211069502)
- 2004: Le cheval magique de Han Gan, Chen Jiang Hong (texte et illustration), l´école des loisirs (Paris)  (ISBN 978-2879008035)
- 2004: Lian, Chen Jiang Hong (texte et illustration), l´école des loisirs (Paris)  (ISBN 978-2211076937)
- 2004: Contes sànán du Burkina Faso - La fille caillou, Suzy Platiel (sélection, traduction et accommodation), Chen Jiang Hong (illustration), l´école des loisirs (Paris)  (ISBN 978-2211073912)
- 2004: Contes japonais - L'homme au miroir, Masahiro Inoue et Monique Sabbah (sélection et traduction), Chen Jiang Hong (illustration), l´école des loisirs (Paris)  (ISBN 978-2211071529)
- 2005: Le Prince Tigre, Chen Jiang Hong (texte et illustration), l´école des loisirs (Paris)  (ISBN 978-2211078818)
- 2005: Contes du Cambodge - Les deux frères et leur coq, Solange Thierry (traduction, sélection et accommodation), Chen Jiang Hong (illustration), l´école des loisirs (Paris)  (ISBN 978-2211081139)
- 2005: Contes des Mille et Une Nuits - Tome 1: Le bol de grenade, Ayyam Sureau (texte), Chen Jiang Hong (illustration), l´école des loisirs (Paris)  (ISBN 978-2211078597)
- 2005: Contes des Mille et Une Nuits - Tome 2: Le cheval d'ébène, Ayyam Sureau (texte), Chen Jiang Hong (illustration), l´école des loisirs (Paris)  (ISBN 978-2211078610)
- 2006: Le démon de la forêt, Chen Jiang Hong (texte et illustration), l´école des loisirs (Paris)  (ISBN 978-2211085342)
- 2006: Je ferai des miracles, Susie Morgenstern (texte), Chen Jiang Hong (illustration), De La Martinière jeunesse (Paris)  (ISBN 978-2732434711)
- 2008: Mao et moi, Chen Jiang Hong (texte et illustration), l´école des loisirs (Paris),  (ISBN 978-2211091459)
- 2008: Le don, Susie Morgenstern (texte), Chen Jiang Hong (illustration), Actes Sud junior (Arles)  (ISBN 978-2742779666)
- 2013: Le petit pêcheur et le squelette, Chen Jiang Hong (texte et illustration), l´école des loisirs (Paris)  (ISBN 978-2211215404)
- 2014: Sann, Chen Jiang Hong (texte et illustration), l´école des loisirs (Paris)  (ISBN 978-2211221351)
- 2018: Gâteau de Lune, Chen Jiang Hong (texte et illustration), l´école des loisirs (Paris)  (ISBN 9782211237994)
- 2019: Nima et l'ogresse, Pierre Bertrand (texte), Chen Jiang Hong (illustration), l´école des loisirs (Paris)  (ISBN 9782211305594)